# Kurt Nobs
Kurt Nobs (* 4. September 1935) ist ein ehemaliger Schweizer Eishockeyspieler.

## Karriere
Nobs, der auf der Position des Verteidigers agierte, war nachweislich von mindestens 1958 bis 1965 für den SC Bern aktiv, mit dem er 1959 unter Cheftrainer Ernst Wenger und 1965 – als Mannschaftskapitän – unter Ed Reigle die Schweizer Meisterschaft gewann. Im selben Jahr errang er unter Reigle auch den Schweizer Eishockeycup.

### International
Für die Schweiz stand Nobs bei den A-Weltmeisterschaften 1959 und 1962 sowie der B-Weltmeisterschaft 1961 auf dem Eis.